# 1 Armia Wojska Polskiego
1 Armia Wojska Polskiego – ogólnowojskowy związek operacyjny formowany od lipca 1944 na mocy dekretu Krajowej Rady Narodowej. Utworzona 29 lipca 1944 z sił polowych 1 Armii Polskiej w ZSRR (sformowanej 16 marca 1944). Była częścią „odrodzonego Wojska Polskiego”. Organizacyjnie podporządkowana Naczelnemu Dowództwu WP, a operacyjnie podporządkowana dowódcom frontów Armii Czerwonej. Szlak bojowy zakończyła w maju 1945 wyjściem na brzeg Łaby i szturmem części swoich oddziałów na Berlin.

## Dowódcy
- gen. dyw. Zygmunt Berling
- gen. bryg. Władysław Korczyc (od 5 października 1944 roku)
- gen. dyw. Stanisław Popławski (od 1 stycznia 1945 roku)

## Struktura organizacyjna
dowództwo
- sztab
- dowództwo i sztab wojsk pancernych i zmotoryzowanych
- dowództwo i sztab artylerii
- kwatermistrzostwo
- zarząd polityczno-wychowawczy

Jednostki

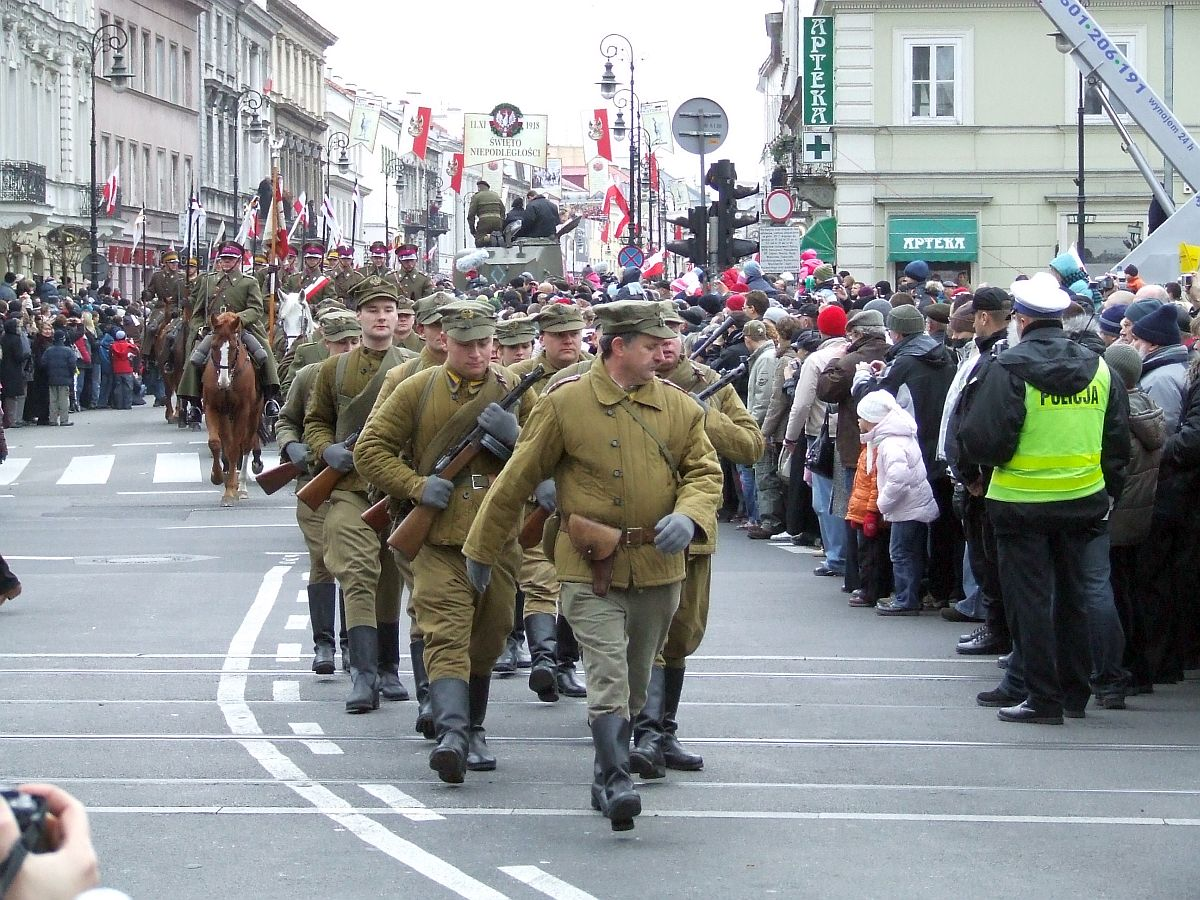
Grupa rekonstrukcyjna 1 Warszawskiej Dywizji Piechoty im. Tadeusza Kościuszki, podczas obchodów Święta Niepodległości

- 1 Warszawska Dywizja Piechoty im. Tadeusza Kościuszki
- 2 Warszawska Dywizja Piechoty im. Jana Henryka Dąbrowskiego
- 3 Pomorska Dywizja Piechoty im. Romualda Traugutta
- 4 Pomorska Dywizja Piechoty im. Jana Kilińskiego
- 6 Pomorska Dywizja Piechoty
- 1 Warszawska Brygada Pancerna im. Bohaterów Westerplatte
- 1 Warszawska Samodzielna Brygada Kawalerii
- 1 Warszawska Brygada Artylerii Armat im. Józefa Bema
- 2 Pomorska Brygada Artylerii Haubic
- 3 Warszawska Brygada Artylerii Haubic
- 5 Pomorska Brygada Artylerii Ciężkiej
- 4 Brygada Artylerii Przeciwpancernej
- 1 Dywizja Artylerii Przeciwlotniczej
- 1 Warszawska Brygada Saperów
- 2 Brygada Zaporowa
- 4 Pomorski pułk czołgów ciężkich
- 13 Warszawski pułk artylerii pancernej
- 1 Pomorski pułk moździerzy
- 1 samodzielny pułk łączności
- 3 zapasowy pułk piechoty

## Działania bojowe

### Walki o przyczółki warszawskie
We wrześniu 1944, po zajęciu prawobrzeżnej części Warszawy (Pragi) przez wojska radzieckie i polskie, jednostki 1 Armii toczyły ciężkie i okupione ogromnymi stratami walki o uchwycenie i utrzymanie przyczółków na lewym brzegu Wisły. Celem walk było wsparcie toczącego się jeszcze powstania warszawskiego. Walki zakończyły się klęską i wycofaniem się na Pragę.
Od 10 do 28 października 1 Armia wzięła udział w zwycięskich walkach na terenie od Żerania do Legionowa, gdzie nadal stacjonowali Niemcy.

### Operacja wiślańsko-odrzańska

#### Operacja warszawska

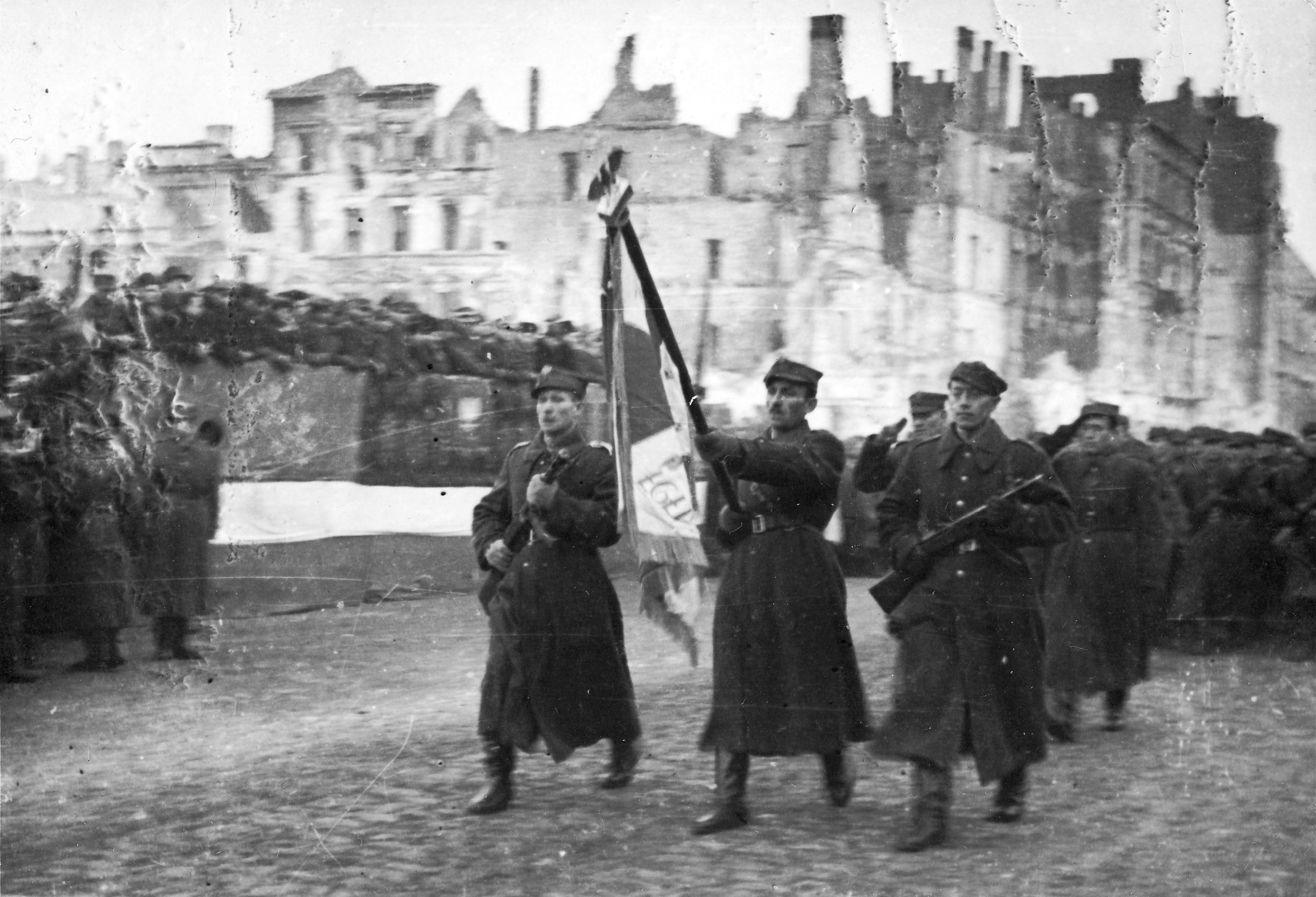
Defilada Pierwszej Armii Wojska Polskiego na ulicy Marszałkowskiej w wyzwolonej Warszawie 19 stycznia 1945

W dniach 14-17 stycznia 1945 1 Armia WP, działając w składzie 1 Frontu Białoruskiego, uczestniczyła w Operacji Warszawskiej. Warszawę, zniszczoną przez Niemców po powstaniu 1944 roku w 84%, ogłoszono twierdzą. Została wyzwolona w wyniku działania trzech armii. 61 Armia z przyczółka warecko-magnuszewskiego i 47 Armia z rejonu Modlina (działające w składzie 1 Frontu Białoruskiego Armii Czerwonej) uderzyły w kierunku Błonia, tworząc tzw. kocioł warszawski, w którym znalazła się część sił 9 Armii niemieckiej.
1 Armia WP uderzyła na Warszawę siłami głównymi z południa, od strony przyczółka pod Warką, a częścią sił frontalnie, z rejonu Łomianek, Pragi i Wilanowa.
Przebieg operacji nie był jednak zgodny z wcześniej założonym planem. Nieprzyjaciel, chcąc wydostać się z kotła, wycofał część swych sił z Warszawy. W tej sytuacji 6 Dywizja Piechoty zgrupowana na prawym brzegu rzeki, sforsowała Wisłę w rejonie Śródmieścia, Żoliborza i Wilanowa i 17 stycznia, jako pierwsza, wkroczyła do lewobrzeżnej Warszawy. Nieco później do miasta dotarły jednostki 2 Dywizji Piechoty, które sforsowały Wisłę na północ od miasta i reszta sił 1 Armii z południa.
Po stoczeniu kilku walk ulicznych i potyczek jednostki 1 Armii WP zajęły Warszawę i oczyściły ją z nieprzyjaciela. Oddziały inżynieryjne rozpoczęły rozminowanie i zbudowały pierwszy most pontonowy na Wiśle. 19 stycznia na ulicach wymarłej stolicy wydzielone jednostki uczestniczyły na ul. Marszałkowskiej w defiladzie, którą osłaniał z powietrza 1 pułk lotnictwa myśliwskiego „Warszawa” (być może był to jedynie wymarsz oddziałów na front).
W dniach 19 – 29 stycznia oddziały 1 Armii WP wykonały marsz z rejonu Warszawy do Bydgoszczy, osłaniając jednocześnie zagrożone prawe skrzydło 1 Frontu Białoruskiego, a następnie, w dwóch kolumnach, maszerowały w kierunku zachodnim.
31 stycznia czołowe elementy ugrupowania operacyjnego Armii napotkały opór przeciwnika w pasie przesłaniania silnie ufortyfikowanej pozycji obronnej Wału Pomorskiego.

#### Przełamanie Wału Pomorskiego

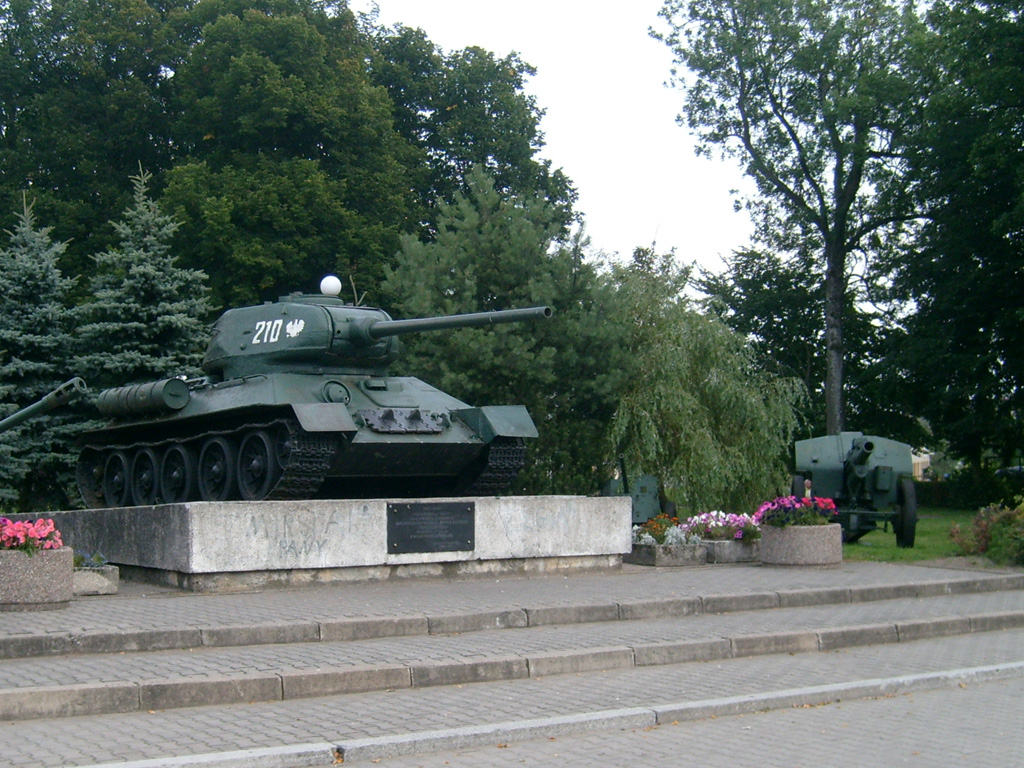
Eksponaty Muzeum Walk o Wał Pomorski

Po zdobyciu Złotowa, Jastrowia, Podgajów i sforsowaniu Gwdy, 1 Armia WP przełamała główną pozycję obrony przeciwnika.
Najcięższe walki stoczyły 4 Dywizja Piechoty o przesmyk Morzyca i na północ od jeziora Dobre, oraz 6 Dywizja — o ufortyfikowany Nadarzycki Rejon Umocniony.
Po rozszerzeniu wyłomu, zdobyciu Mirosławca i odparciu licznych kontrataków przeciwnika na pozycji ryglowej Wału Pomorskiego, w pierwszych dniach marca 1 Armia WP rozpoczęła walki w ramach Operacji pomorskiej, mającej na celu zniszczenie niemieckiej Grupy Armii „Wisła” i wyzwolenie Pomorza.
Działając na styku 1 i 2 Frontu Białoruskiego Armia przełamała silną obronę przeciwnika pod Wierzchowem, okrążyła i zniszczyła część sił X Korpusu SS i wraz z wojskami Armii Czerwonej rozwinęła natarcie na północ: częścią sił w kierunku Kamienia Pomorskiego, a częścią na Kołobrzeg.

#### Szturm Kołobrzegu
Kołobrzeg w niemieckim systemie obronnym spełniał rolę ważnego punktu ewakuacyjnego i bazy morskiej umożliwiającej m.in. lądowanie oddziałów desantowych przeznaczonych do uderzenia w skrzydło wojsk działających na kierunku berlińskim.
Wykorzystując podmiejskie tereny bagniste, rzekę Parsętę i Kanał Drzewny, Niemcy w 1944 roku rozpoczęli rozbudowę umocnień w mieście. W 1945 roku zbudowano system barykad, przystosowano do obrony budynki i stare forty ziemne położone w węzłowych punktach miasta. Siły obronne, liczące około 10 tysięcy żołnierzy, walczyły we współdziałaniu z jednostkami Kriegsmarine, dysponowały ciężkimi działami artylerii nabrzeżnej, artylerią okrętową, czołgami i działami pancernymi. W marcu 1945 roku miasto było przepełnione cywilnymi uchodźcami z Pomorza.
4 marca do Kołobrzegu podeszły jednostki 1 Armii Pancernej Armii Czerwonej, które po nieudanej próbie zdobycia miasta z marszu przecięły jego lądowe szlaki komunikacyjne.

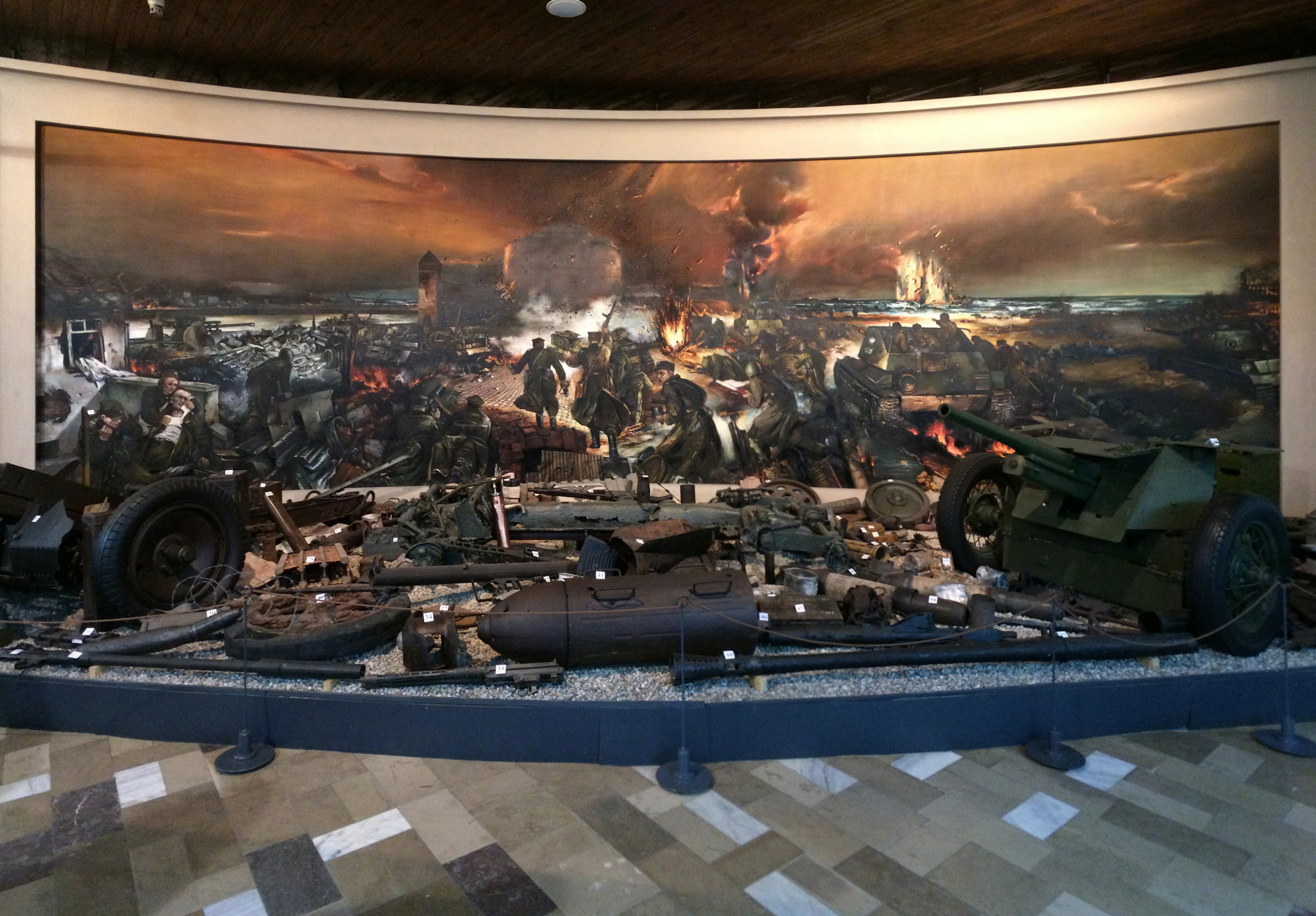
Szturm Kołobrzegu ukazany w Muzeum Oręża Polskiego w Kołobrzegu

7 marca jednostki 1 Armii WP rozpoczęły oblężenie. Pierwsze uderzenie 6 Dywizji na południowe przedmieścia doprowadziło do głębokiego włamania. 8 marca 3 Dywizja zamknęła pierścień okrążenia od wschodu. Do 12 marca, w ciężkich walkach, przełamano zewnętrzny pierścień obronny.
Od 12 do 17 marca walczono o przełamanie drugiego pierścienia obrony i umocnionych obiektów w śródmieściu, 13 marca do walki wprowadzono 4 Dywizję Piechoty i 4 pułk czołgów ciężkich. W dywizjach zorganizowano grupy szturmowe. W tym okresie 6 Dywizja zbliżyła się z południa do portu, opanowała Wyspę Solną i sforsowała rzekę Parsętę. 3 Dywizja i 18 pułk 6 Dywizji, wspierane przez czołgi i działa pancerne, walczyły o Stare Miasto, zdobyły gazownię i podeszły do stacji kolejowej. 4 Dywizja zdobyła tor wyścigowy, warsztaty kolejowe i po stoczeniu pojedynku artyleryjskiego z pociągiem pancernym — zniszczyła go. 14 marca 1945 roku radiostacja sztabu armii nadała do komendanta twierdzy, płk. Fritza Fullriede, wezwanie do poddania Kołobrzegu. Wobec odrzucenia propozycji kapitulacji oddziały 1 Armii wznowiły działania bojowe.
15 marca na redę kołobrzeską przybyły ze Świnoujścia, wezwane drogą radiową, posiłki niemieckie. Lotnictwo polskie, z powodu gęstej mgły, nie mogło przeszkodzić w desantowaniu. Mimo ognia artylerii desant zdołał wylądować i wykonał silne kontrataki.
W nocy z 17 na 18 marca, po przegrupowaniu oddziałów i przygotowaniu artyleryjskim, rozpoczął się generalny szturm trzeciego pierścienia obrony. W godzinach rannych rejon stacji kolejowej i port zostały zdobyte. Nieprzyjacielowi udało się część sił ewakuować morzem. Reszta została zniszczona lub wzięta do niewoli (około 8000 jeńców). Własne straty wyniosły 1206 poległych i zaginionych bez wieści.
Po walkach na kołobrzeskiej plaży odbyły się uroczyste „zaślubiny z morzem”.

#### Kamień Pomorski, Dąbie Szczecińskie, Gdynia, Gdańsk
W ramach Operacji Pomorskiej inne jednostki 1 Armii WP walczyły pod Kamieniem Pomorskim i Dąbiem Szczecińskim, po czym zorganizowały obronę przeciwdesantową wybrzeża Bałtyku.
1 Warszawska Brygada Pancerna im. Bohaterów Westerplatte, walcząc w składzie 2 Frontu Białoruskiego, zdobywała Wejherowo, Janowo, biła się pod Łężycami, Wielkim i Małym Kackiem, o Gdynię i Gdańsk, a na koniec o Kępę Oksywską,

### Operacja berlińska

#### Forsowanie Odry
1 Armia WP uczestniczyła w Operacji Berlińskiej wraz z 1 Mieszanym Korpusem Lotniczym i niektórymi jednostkami Odwodu Naczelnego Dowództwa, w składzie wojsk 1 Frontu Białoruskiego.
Od 8 do 13 kwietnia Armia wykonała nocami 200-kilometrowy przemarsz znad Bałtyku, skoncentrowała się nad Odrą w masywie leśnym Stare Łysogórki i zluzowała jednostki Armii Czerwonej. Nocą z 14 na 15 kwietnia jednostki lewego skrzydła 1 Armii przeprawiły się na przyczółek uchwycony przez 47 Armię pod Gozdowicami. W ten sposób w pierwszym rzucie znalazły się: 1 Dywizja Piechoty i część sił 2 Dywizji na wschodnim brzegu Odry na odcinku Stara Rudnica—Stare Łysogórki, a część sił 2 Dywizji i 3 Dywizja Piechoty na przyczółku. 4 i 6 Dywizje Piechoty były w drugim rzucie, a odwód stanowiła 1 Samodzielna Warszawska Brygada Kawalerii. Na prawo forsowała Odrę 61 Armia, a na lewo 47 Armia, działająca na głównym kierunku Operacji Berlińskiej.
16 kwietnia oddziały 1 i 2 Dywizji, po przygotowaniu artyleryjskim, sforsowały Odrę i umocniły się na zachodnim brzegu. 3 Dywizja Piechoty i część sił 2 Dywizji Piechoty wraz z 4 pułkiem ciężkich czołgów i 13 pułkiem artylerii pancernej uderzyły z przyczółka i włamały się w obronę niemiecką. Aby przyspieszyć tempo natarcia i zabezpieczyć północne skrzydło 1 Armii w nocy z 1 6 na 17 kwietnia, na prawym skrzydle, wprowadzono do walki 6 Dywizję, co przechyliło szalę na korzyść wojsk polskich. Po niezwykle zaciętych walkach, na silnie umocnionym terenie międzyrzecza, o który Niemcy walczyli z determinacją, przechodząc wielokrotnie do silnych kontrataków, 18 kwietnia jednostki 1 Armii WP przełamały główny pas obrony i osiągnęły wschodni brzeg Starej Odry.
19 kwietnia drugorzutowa 4 Dywizja Piechoty, wzmocniona czołgami i działami pancernymi, wspólnie z 3 Dywizją uderzyła spod Wriezen w skrzydło wojsk niemieckich. Dzięki powodzeniu tego manewru 2 Dywizji udało się sforsować Starą Odrę. Nieprzyjaciel rozpoczął odwrót i Armia przeszła do działań w kierunku Oranienburga i Berlina.

#### Walki w Brandenburgii
Od 20 do 23 kwietnia 1 Armia, walcząc na terenach Brandenburgii, ścigała wycofujące się oddziały 101 Korpusu „Odra”. Największe tempo pościgu rozwinięto na lewym skrzydle w oparciu o sukces sąsiedniej 47 Armii, której działania zmierzały do obejścia i okrążenia Berlina. 21 kwietnia wojska prawego skrzydła 1 Armii WP przełamały rubież obronną pod Trampe, a walcząca na lewym skrzydle 4 Dywizja wysunęła się daleko na zachód i osiągnęła Bernau bei Berlin.
W związku z tym, że natarcie prawego sąsiada, 61 Armii, uległo znacznemu opóźnieniu, między 4 Dywizją a pozostałymi dywizjami wytworzyła się luka, którą dowódca Armii osłonił wprowadzając 1 Brygadę Kawalerii i 6 Dywizję Piechoty. Wieczorem 22 kwietnia czołowe oddziały 1 Armii osiągnęły Kanał Hohenzollernów. Współdziałając z wojskami szybkimi Armii Czerwonej przełamały one silny opór oddziałów SS i sforsowały kanał. 24 kwietnia cała Armia umocniła się na rubieży: Bernewe, Sandchausen, Kanał Ruppiner, Kremmen, Flatow, Paaren, Nauen, rubież ta stanowiła fragment zewnętrznego pierścienia okrążenia Berlina. Następnego dnia wojska Armii Czerwonej opanowały Poczdam i zamknęły pierścień wewnętrzny.
W tym czasie na północ od miasta, w lasach Forst Riithnick, skoncentrowały się siły Grupy Armii gen. Felixa Steinera, która zamierzała przebić się na pomoc Berlinowi. 25 kwietnia nieprzyjaciel, przy wsparciu artylerii i lotnictwa, wykonał uderzenie na odcinku obrony 2 Dywizji, wdzierając się na głębokość około 3 km. Walki trwały do 27 kwietnia, kiedy kontratak 1 pułku piechoty zlikwidował wyłom. Po wyjaśnieniu się sytuacji 1 Armia siłami 3, 4 i 6 Dywizji uderzyła na rubież Linum-Braedikow, która była broniona w oparciu o umocnienia rozbudowane nad Havellendischer Grosser Haupt Kanal, wzgórzami i bagnistymi łąkami. Obronę tę przełamano 30 kwietnia.
W tym dniu 1 Dywizja Piechoty im. T. Kościuszki przekazała swój pas obrony oddziałom sowieckim i została przewieziona do Berlina, aby wziąć udział w walkach ulicznych.

#### Kierunek – Łaba
Po odparciu przeciwnatarcia grupy gen. Steinera i unormowaniu się sytuacji nad Kanałem Hohenzollernów, 1 Armia WP bez 1 DP wznowiła natarcie w kierunku Łaby. Tam właśnie ustalono linię demarkacyjną między strefami działań Armii Czerwonej i sprzymierzonych. 1 Armia opuściła więc swoje stanowiska obronne na zewnętrznym pierścieniu okrążenia Berlina i uderzyła na niemiecką rubież obronną rozbudowaną w oparciu o Hayellendischer Grosser Hauptkanal, wzgórza i bagniste łąki. 30 kwietnia przełamała obronę i rozwinęła natarcie w kierunku zachodnim.
1 maja 6 Dywizja Piechoty zdobyła Friesack, a 3 maja i jako pierwsza polska jednostka, swoim 14 pułkiem osiągnęła Łabę pod Schönfeld i Stendal w Saksonii, nawiązując styczność z oddziałami 9 Armii USA.
4 Dywizja Piechoty doszła do Łaby likwidując do 6 maja zgrupowanie wojsk niemieckich pod Klietz.

## Siły i środki
W kwietniu 1945 roku, podczas walk w rejonie Berlina, wraz z jednostkami przydzielonymi (4 Mieszana Dywizja Lotnicza, 6 i 31 bataliony pontonowo-mostowe, 3 batalion obrony przeciwchemicznej) 1 Armia liczyła :
- 77 293 żołnierzy,
- 38 928 karabinów,
- 15 529 pistoletów maszynowych,
- 2265 karabinów maszynowych,
- 1326 dział i moździerzy,
- 88 czołgów i dział pancernych,
- 30 samochodów pancernych,
- 5915 samochodów i ciągników,
- 86 motocykli (M72, H-D WLA42)
- 10 980 koni.

Rosjanie stanowili ponad 38% korpusu oficerskiego.

## Okres powojenny

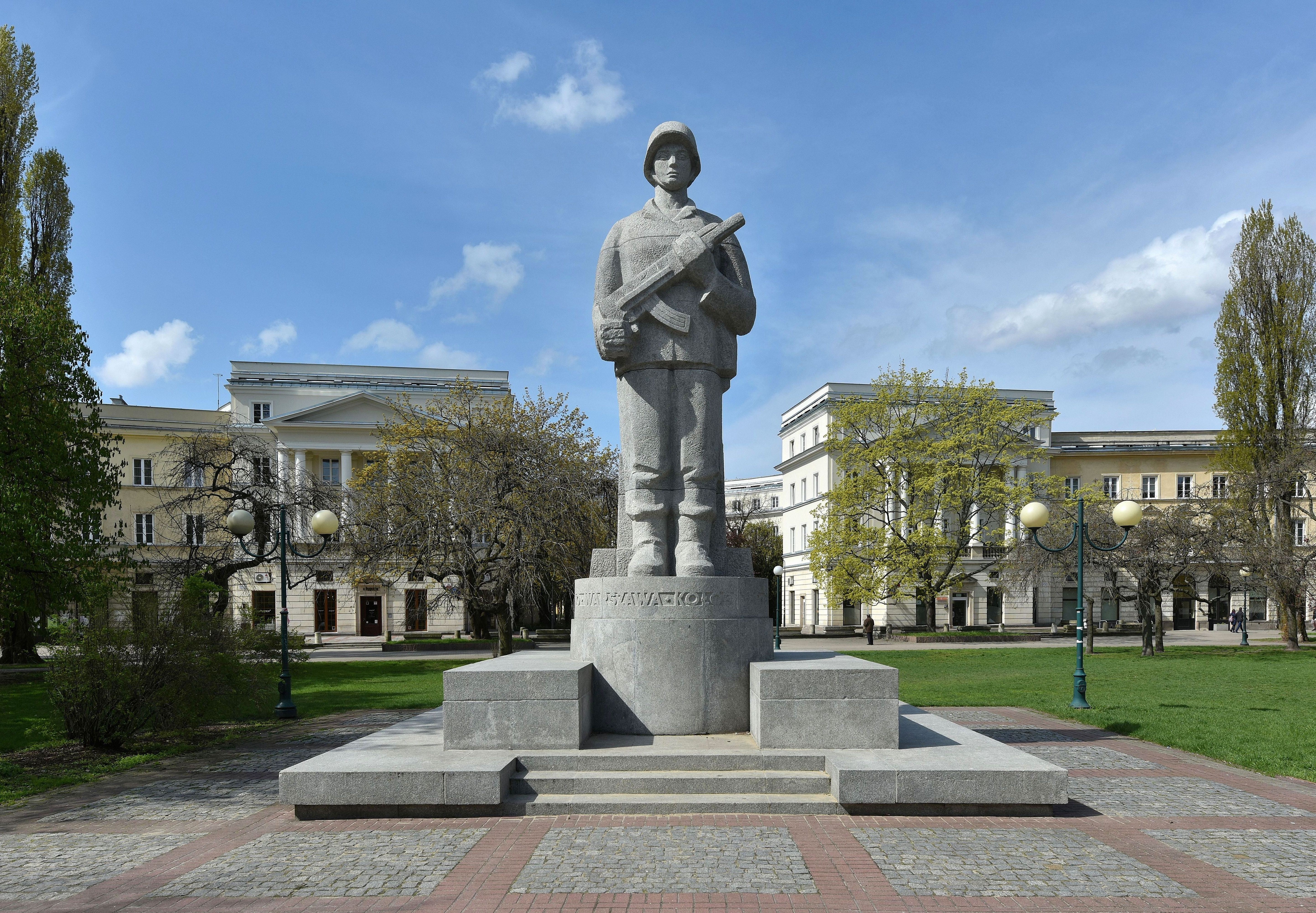
Pomnik Żołnierzy 1 Armii Wojska Polskiego w Warszawie

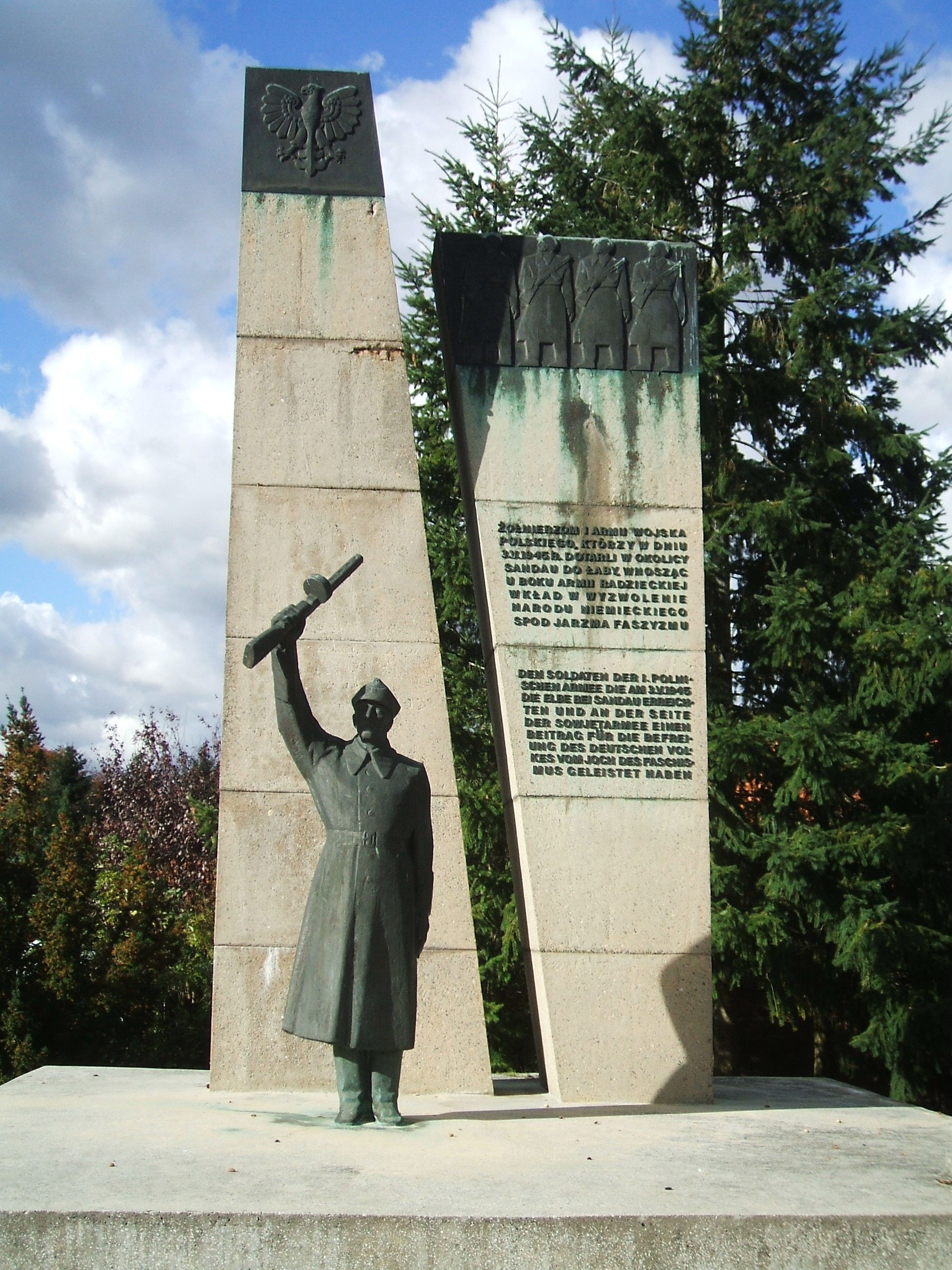
Pomnik 1 Armii Wojska Polskiego w Sandau (Bronisław Koniuszy)

1 Armię WP wyłączono z Grupy Wojsk Okupacyjnych w Niemczech rozkazem ND WP nr 003 70/0per z 29 maja 1945. W jej składzie znajdowały się wówczas tylko 2 i 6 Dywizje Piechoty, a pozostałe dywizje skierowano w maju 1945 do dyspozycji ND WP na wschodnie tereny kraju (1 i 3 DP) bądź na uzupełnienie Korpusu Bezpieczeństwa Wewnętrznego (4 DP). Rozkazem NDWP nr 00370/OP z 29 czerwca 1945 od 1 lipca 1945 podporządkowano armii 8, 10, 13 DP i nakazano jej zluzowanie 1 Drezdeńskiego Korpusu Pancernego na Górnym Śląsku oraz obsadzenie granicy południowej siłami 2, 6, 8 i 10 DP.
We wrześniu 1945 roku rozformowano dowództwo 1 Armii WP, a na jego bazie sformowano w Katowicach Dowództwo Okręgu Wojskowego Śląsk.
Za walki o wyzwolenie ziem polskich 1 Armia WP została 14 września 1945 odznaczona przez Krajową Radę Narodową Orderem Krzyża Grunwaldu I klasy. Uroczystość dekoracji sztandaru 1 Armii WP odbyła się na stadionie Polonii w Katowicach 16 września 1945.